# Parametri fiziologici la păsări
Parametrii fiziologici ai păsărilor sunt mai diferiți decât parametrii mamiferelor, din cauza modului de viață total diferit.

## Metabolism
Păsările au rata metabolică mai înaltă ca mamiferele. Adăptările metabolice ale păsărilor sunt diferite față de cele ale mamiferelor:
1. Penele păsărilor sunt pentru zbor și izolare; blana sau parul mamiferelor este numai pentru izolare;
2. Distribuția grăsimilor din corpul păsărilor este diferită pentru aerodinamică;
3. Păsările n-au glande sudoripare și pierd căldura prin intermediul sistemului respirator;
4. Păsările trebuie să incubeze ouăle în afara corpului, pentru asta necesitând căldură adițională.

## Temperatura corpului
Particularităţile structurale şi funcţionale ale sistemelor digestiv, circulator şi respirator asigură menţinerea temperaturii înalte şi constante a corpului, aproximativ 42 de grade, precum şi energia necesară pentru zbor. Păsările sunt animale homeoterme ( cu sânge cald).